# Гарстен
Гарстен (нем. Garsten) — ярмарочная коммуна (нем. Marktgemeinde) в Австрии, в федеральной земле Верхняя Австрия. 
Входит в состав округа Штайр.  Население составляет 6590 человек (на 31 декабря 2005 года). Занимает площадь 53 км². Официальный код  —  41506.

## Политическая ситуация
Бургомистр коммуны — Франц Штайнингер (АНП) по результатам выборов 2003 года.
Совет представителей коммуны (нем. Gemeinderat) состоит из 31 места.
- АНП занимает 17 мест.
- СДПА занимает 10 мест.
- Зелёные занимают 3 места.
- АПС занимает 1 место.